# بيلي هان
بيلي هان (بالإنجليزية: Billy Hahn)‏ (2023-1953) هو مدرب كرة سلة أمريكي، ولد في ميشاواكا في الولايات المتحدة.